# Vendange

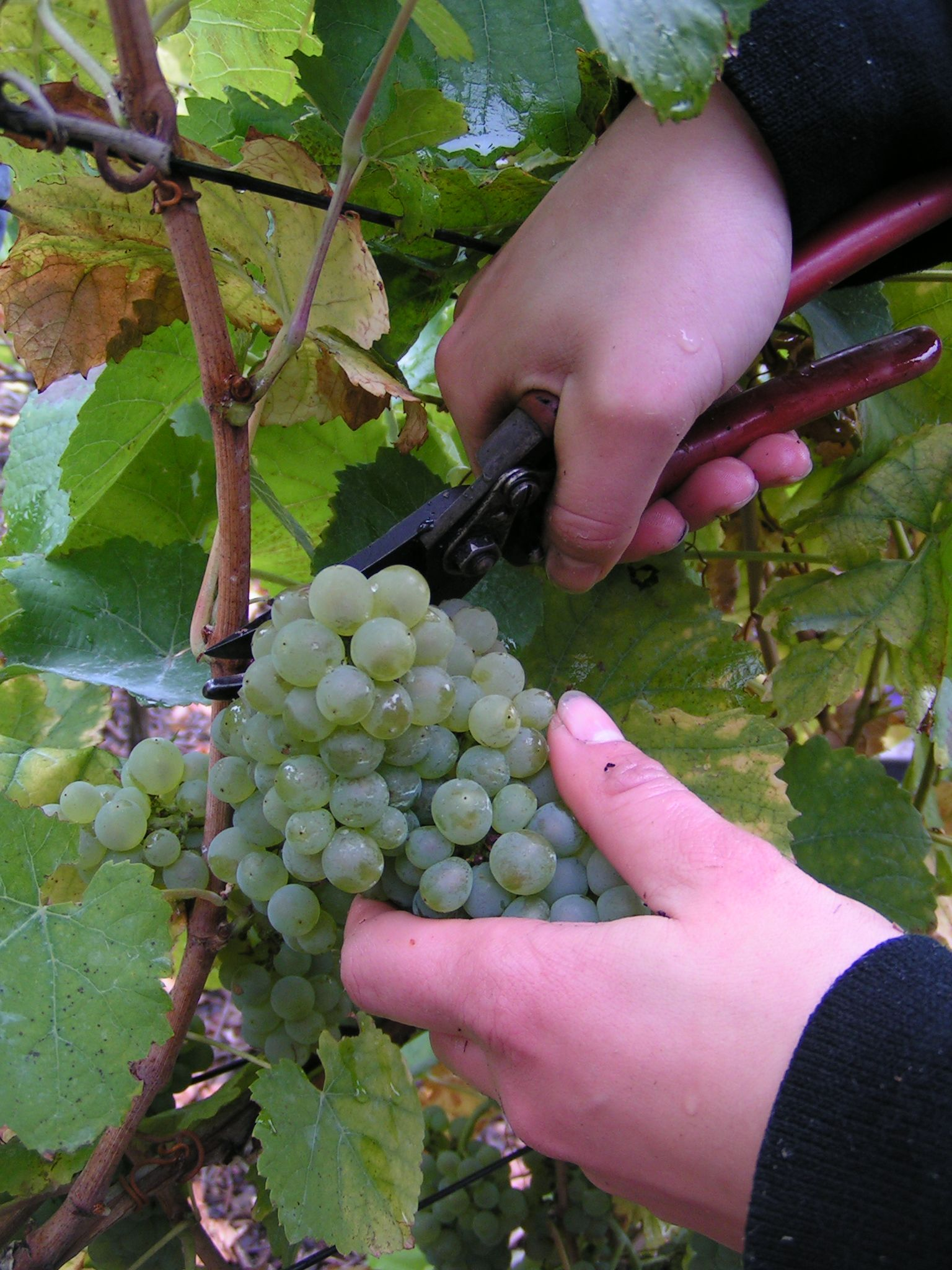
Vendange manuelle.

La vendange est la récolte du raisin destiné à la production du vin (le terme ne s'applique pas à la récolte de raisins de table). La « vendange » désigne également le raisin lui-même récolté à cette occasion. Le terme s'emploie au pluriel pour désigner l'époque de cette opération : le temps des vendanges.

## Époque des vendanges
L'époque des vendanges varie selon les régions. Elle se situe entre juillet et octobre dans l'hémisphère nord. Elle dépend de nombreux facteurs et correspond en général avec la période à laquelle le raisin a atteint le degré de maturité désiré, lorsque dans la baie de raisin le rapport entre sucre et acidité s'est stabilisé à un certain niveau.
En France, l'époque des vendanges se situe traditionnellement entre septembre et octobre. De là vient le choix du nom de vendémiaire pour le premier mois du calendrier républicain qui dure du 22 septembre au 21 octobre.

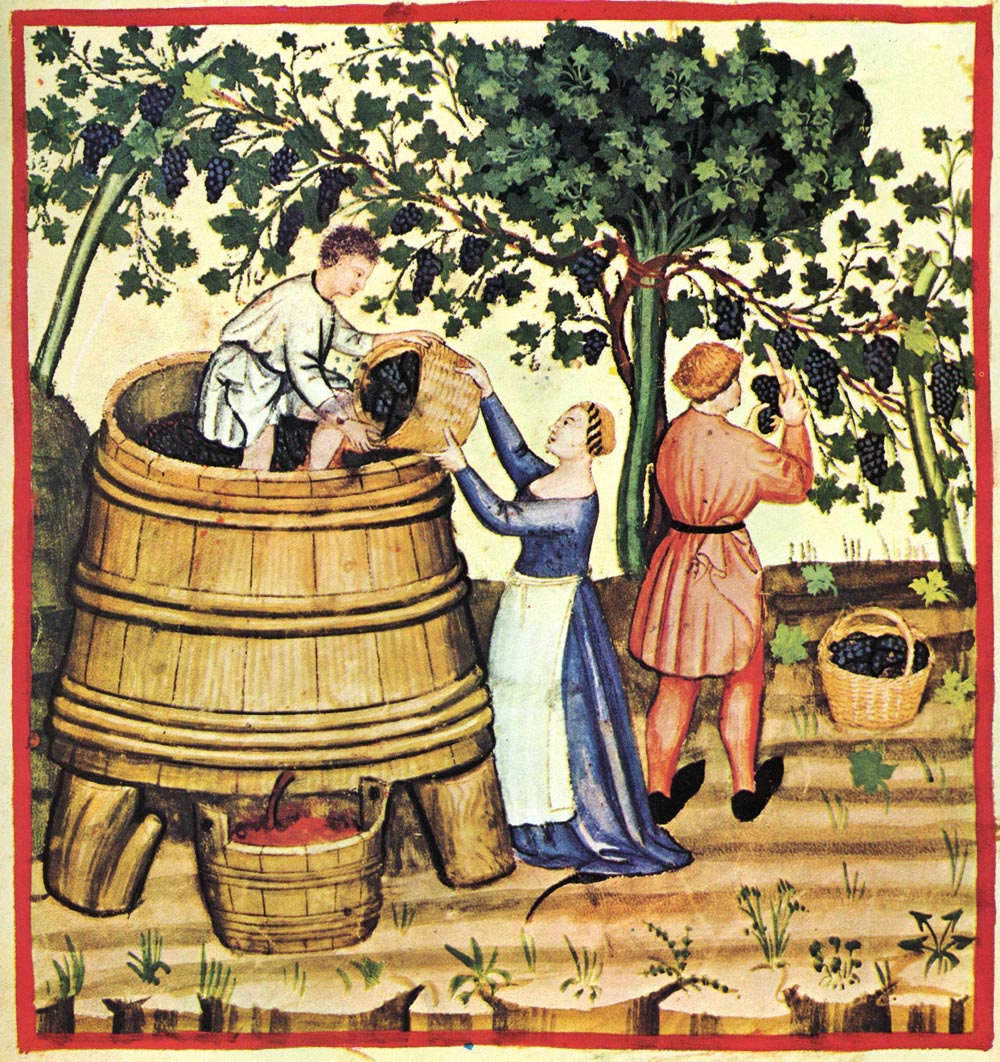
Vendanges sur hautains au XIVe siècle Taccuino Sanitatis
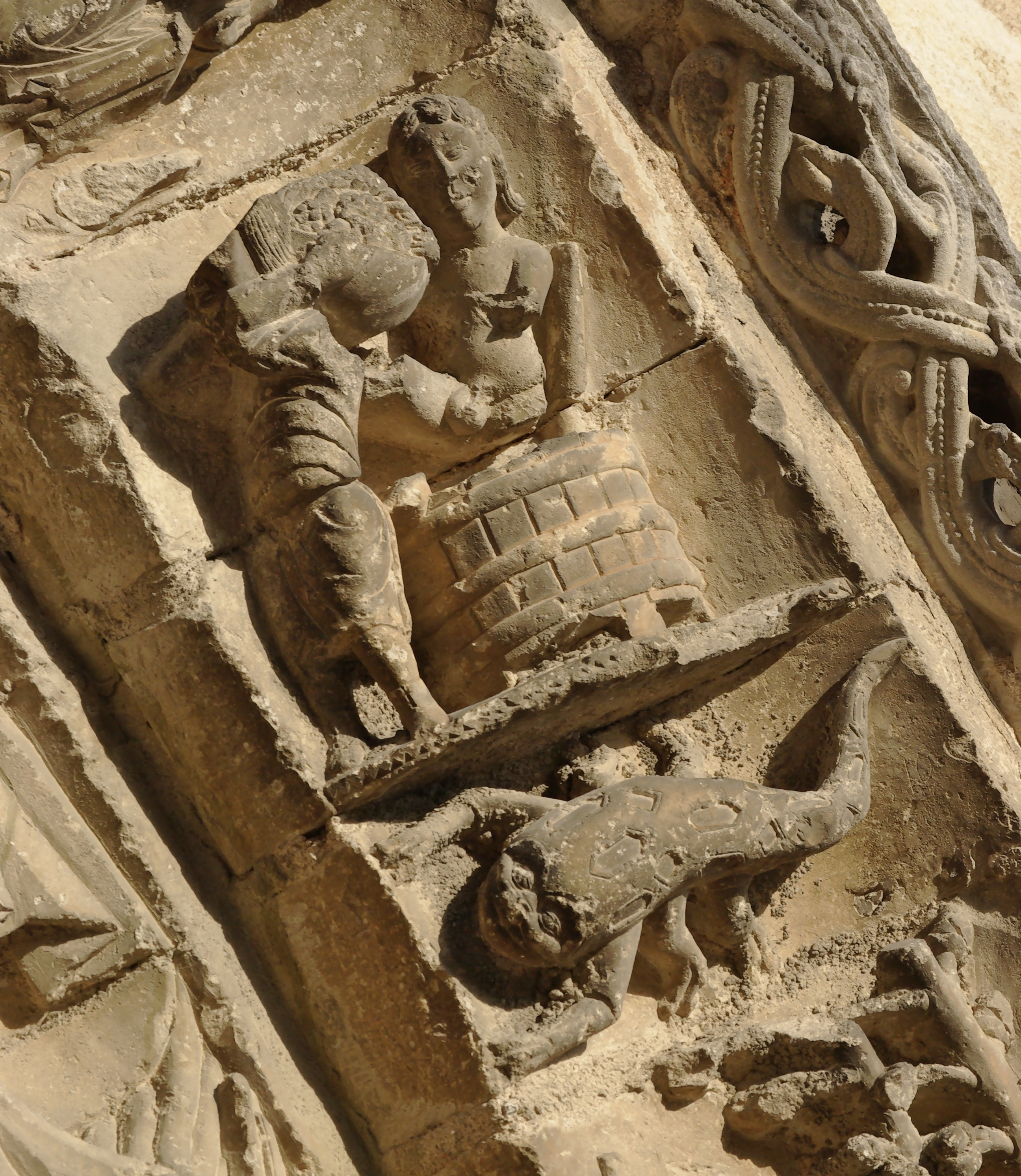
Scène de vendanges sur une archivolte du portail de Saint-Nicolas de Civray (XIIe), Vienne.
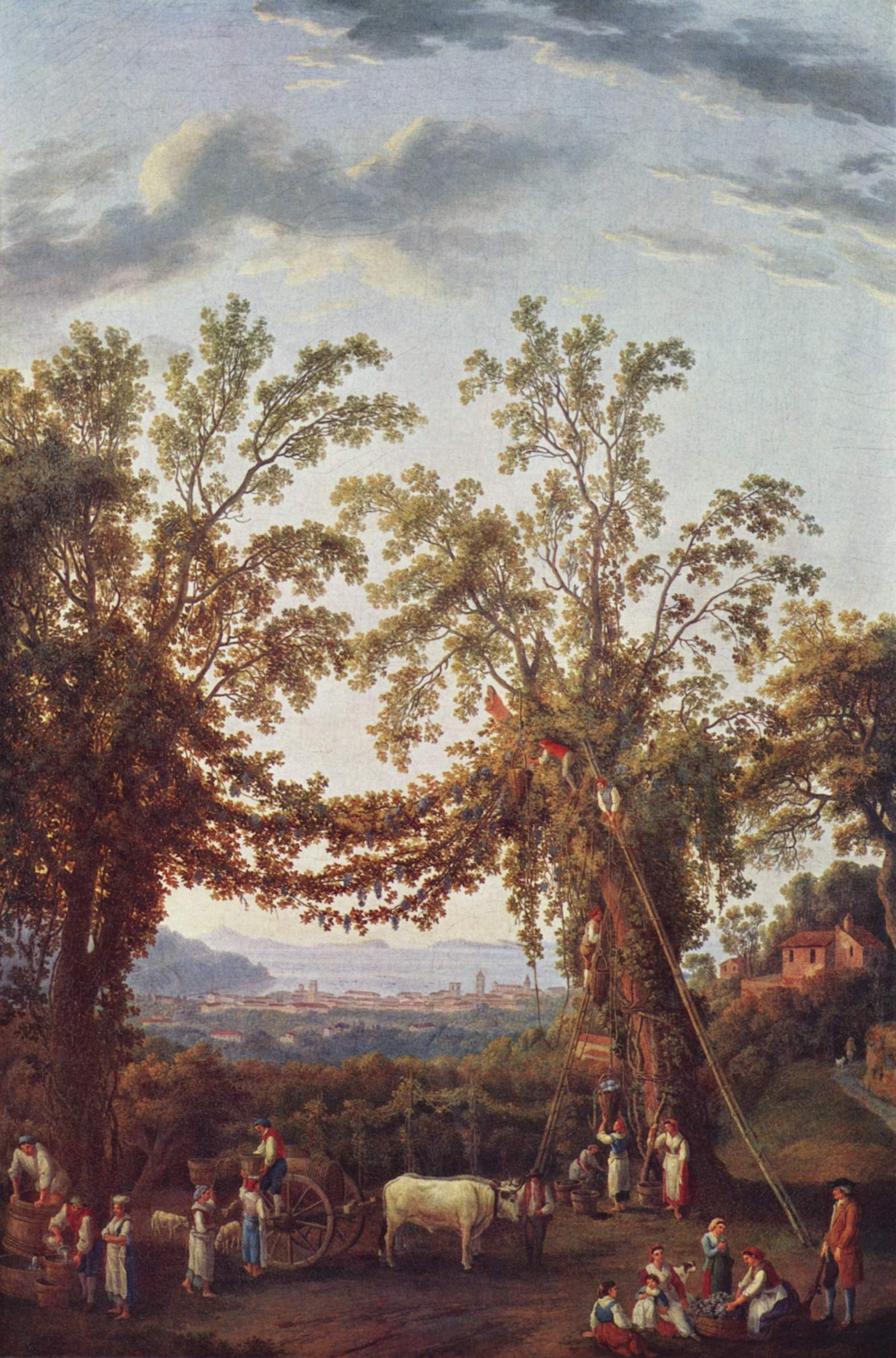
Scène de vendange près de Sorrente par Jacob Philipp Hackert (1784)
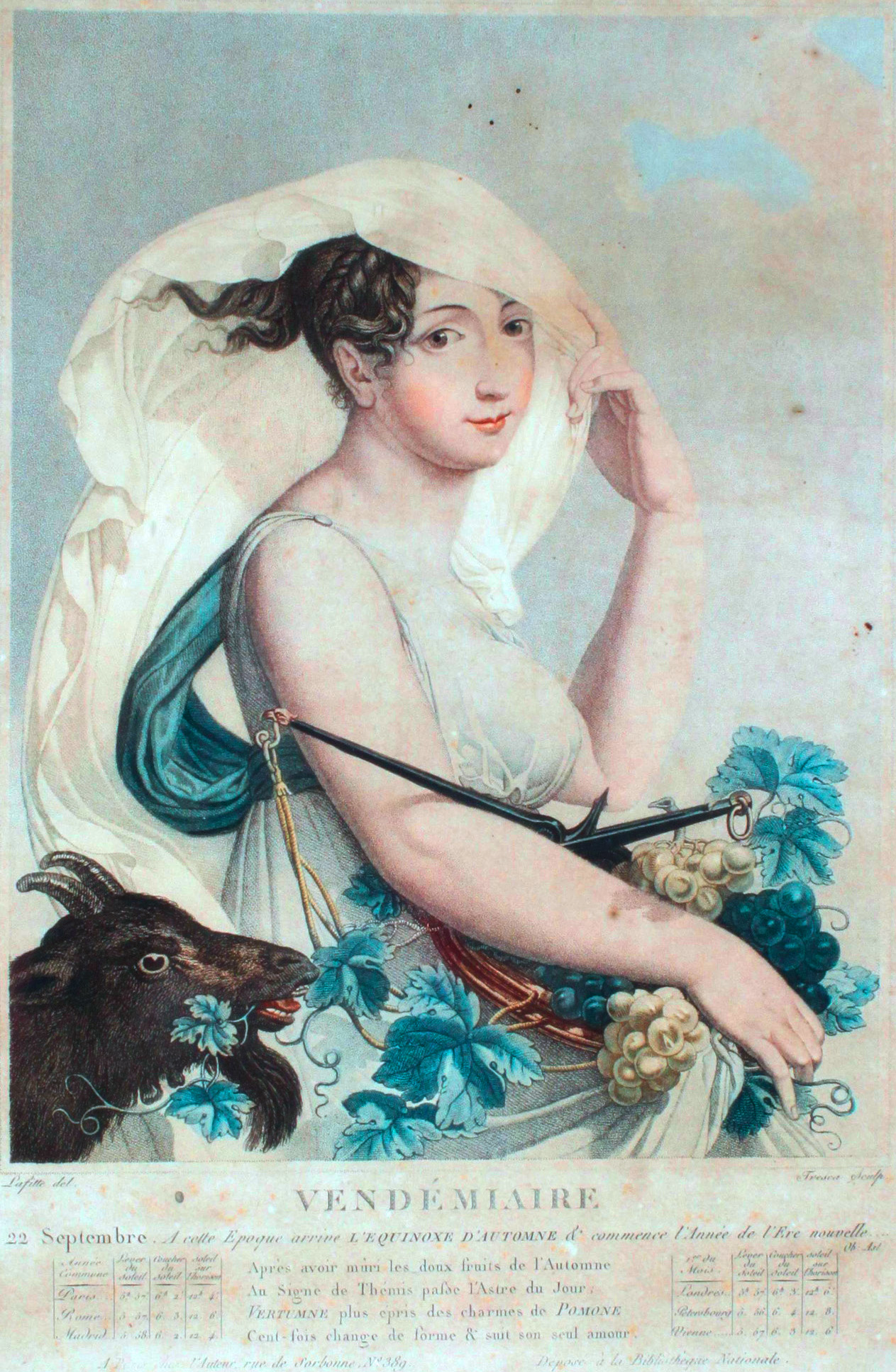
Allégorie des vendanges pour Vendémiaire, premier mois du calendrier républicain (22 septembre au 21 octobre)
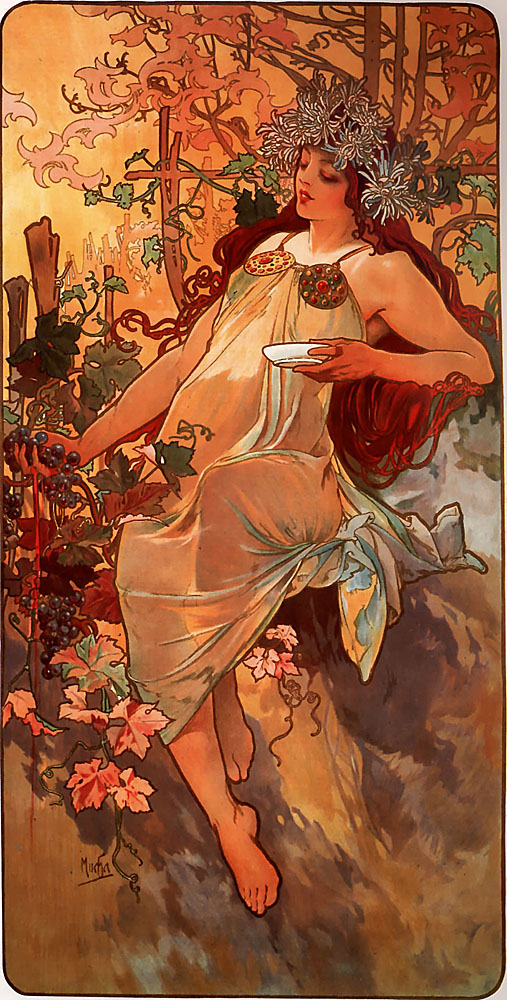
Allégorie des vendanges par Alfons Mucha (1896)
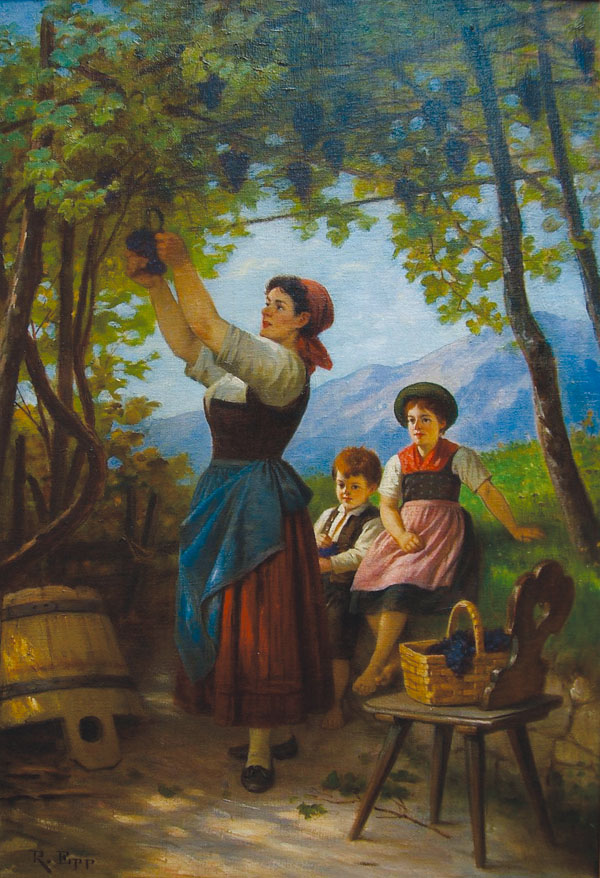
Vendange sur hautains en Bavière (Rudolf Epp)

La date des vendanges est soumise à des variations liées à d'autres paramètres tels que :
- Le ban des vendanges, publié par les mairies qui s'occupent de régions viticoles ;
- les conditions climatiques : sous les latitudes plus élevées, la maturation du raisin est plus tardive ;
- la zone de production : la maturation est plus précoce pour les vignes exposées au sud. L'augmentation de l'altitude a un effet similaire ;
- le cépage : les cépages blancs murissent en général avant les cépages rouges ;
- le type de vin recherché, déterminé par la plus ou moins grande teneur de certains éléments, tels que :
  - sucres : une plus grande teneur en sucre conduit à une augmentation du degré alcoolique du vin obtenu à l'issue de la fermentation alcoolique. Le rendement utilisé pour étalonner les appareils de mesure des moûts (réfractomètres) est de 16,83 grammes de sucres pour un degré d'alcool formé.
  - acides : le raisin renferme de l'acide malique (comme la plupart des autres fruits) mais surtout de l'acide tartrique ce qui est plus caractéristique et certainement l'une des raisons qui ont poussé l'homme à élaborer une boisson (le vin) par fermentation du jus de raisin. En effet, l'acide tartrique est biologiquement beaucoup plus stable que l'acide malique qui peut être dégradé par les bactéries de la fermentation malolactique. Au cours de la maturation, l'acide malique diminue significativement, tout comme une pomme devient moins acide lorsqu'elle mûrit.
  - couleur : le potentiel de couleur présent dans les pellicules des raisins rouges augmente au fur et à mesure de l'évolution de la maturité de la pulpe. C'est la maturité phénolique qui est essentielle pour la vinification des vins rouges mais qui doit être également évaluée pour élaborer des rosés
  - composants aromatiques : ils évoluent durant la maturation du raisin et contribuent à déterminer les caractéristiques organoleptiques du vin. La dégustation des baies de raisins avant vendange permet de se faire une idée du potentiel aromatique du fruit.

## Évolution historique de la période des vendanges

### Échelles décennales
Très bien documentées, les dates des vendanges, en différents lieux, tant en France qu'en Europe changent avec les évolutions du climat, avec, ces cinquante dernières années, en France, en plusieurs grands vignobles (Rhône, Bourgogne, Bordelais) un décalage de près d'un mois plus tôt (début octobre dans les années 1950, début septembre dans la décennie 2000) avec en prime une augmentation du degré alcoolique.

### Échelles séculaires

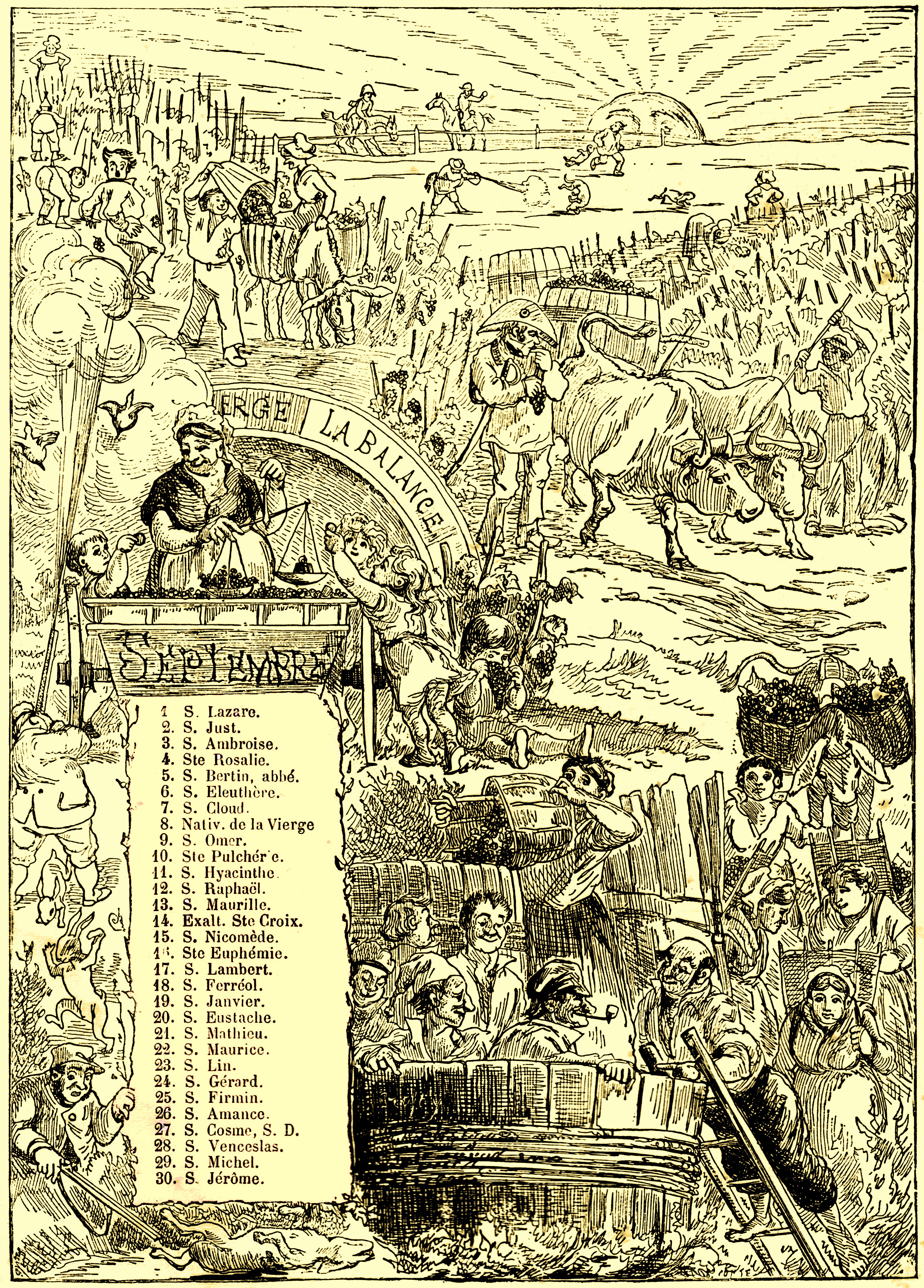
Vendange en septembre à la fin du XIXe siècle.

Il semble que ce soit l'historien Emmanuel Le Roy Ladurie, dans son Histoire du Climat depuis l'An Mil (1967, mis à jour en 1983) qui redonne une grande visibilité aux vendanges comme thermomètre indirect pour des périodes plus lointaines. Un soin méticuleux a été apporté aux biais éventuels, par exemple liés à des habitudes locales, des coutumes, des effets de cépages… Ces résultats sont aussi corrélés aux dates de récoltes d'autres cultures, notamment les céréales.
Il est à souligner, qu'en fonction du réchauffement climatique, la date de début des vendanges a avancé d'environ un mois en cinquante ans,. À la précocité des vendanges se sont ajoutés d'autres phénomènes. Les vignes produisent plus, les vins sont plus alcoolisés. Ces éléments défavorables sont contrebalancés par une maturation des raisins qui se fait mieux et l'amélioration constante de la qualité des millésimes.
Cette hausse de la qualité n'est pas pourtant sans inquiétude : crainte de la baisse de la typicité des crus, déficit en acidité et le vieillissement prématuré des vins. Plus précisément l’augmentation des températures, jointe à celle de la teneur en CO2 dans l'atmosphère, ont une influence certaine sur les flores microbiennes et mycologiques de la vigne. De plus, le réchauffement climatique est responsable de la remontée vers le nord de certains parasites et maladies dans des vignobles qui en étaient jusqu'à présent exempts.
Cette évolution du climat, composante importante d'un terroir viticole, influence dès à présent « le choix des cépages, le mode de conduite et les conditions de maturation ». Des études ont permis de cerner les évolutions des dates de vendange actuelles. Elles complètent les travaux des historiens qui ont étudié la variabilité du ban de vendange au cours des cinq derniers siècles. La précocité observée depuis la fin des années 1980 est de 10 à 20 jours comparativement au milieu du XXe siècle. Joël Richard indique que « Un travail de modélisation des dates de vendange, en fonction des températures journalières moyenne ou maximale souligne une variation d'environ 10 jours pour un réchauffement de 1 °C », ce qui permet de cerner l'influence de cette évolution sur la viticulture en fonction des scénarios climatiques.

## Méthodes de vendange
Il existe deux méthodes de récolte, le choix dépend de l’objectif qualitatif des vins souhaité et des coûts.

### Vendange manuelle
La vendange manuelle est utilisée pour la production de vins de qualité supérieure et des vins effervescents, dans la mesure où il faut sélectionner les grappes ; cela se traduit par une inévitable augmentation des coûts de production. Elle est aussi simplement utilisée dans les vignes où les machines ne peuvent vendanger, pour cause de terrain non adapté, de rangs trop serrés, etc. Elles sont réalisées par des "coupeurs" ou "cueilleurs" à l'aide de sécateurs, ou épinettes à vendange, qui déposent les grappes coupées dans une petite caisse ou dans un seau ou un panier en osier. Ces derniers seront vidés dans une caisse ou dans une hotte qu'un "porteur" ou "débardeur" acheminera au bord de la parcelle. Dans le cas des hottes, elles sont vidées dans une benne à vendanges, les caisses (entre 15 et 30 kg en général, 45 kg en Champagne), elles, peuvent être empilées sur une remorque ou dans un camion, elles peuvent également être acheminées par un chenillard à l'extrémité de la parcelle.

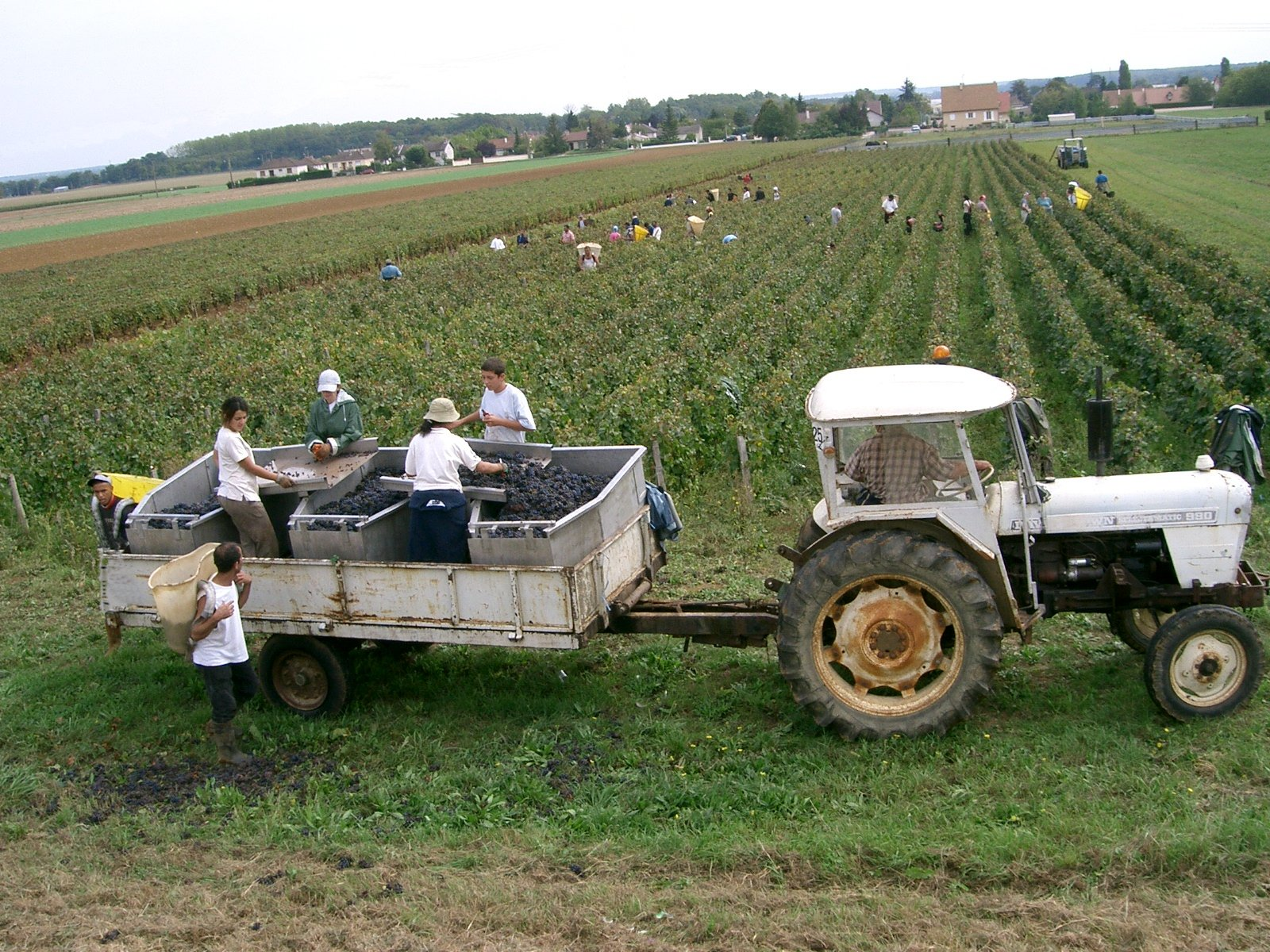
Vendanges en Bourgogne
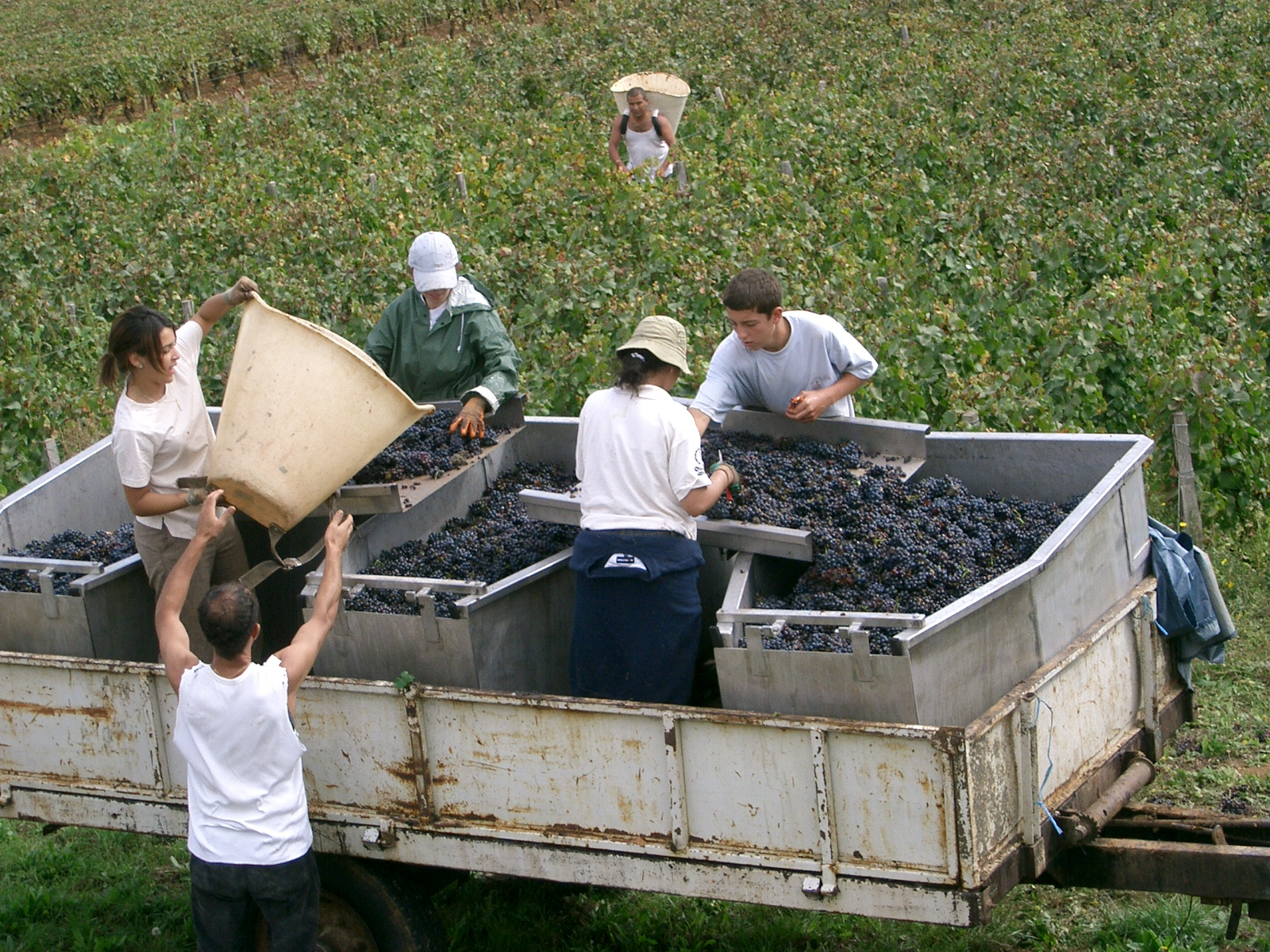
Vendanges dans les Côtes de Beaune en Bourgogne
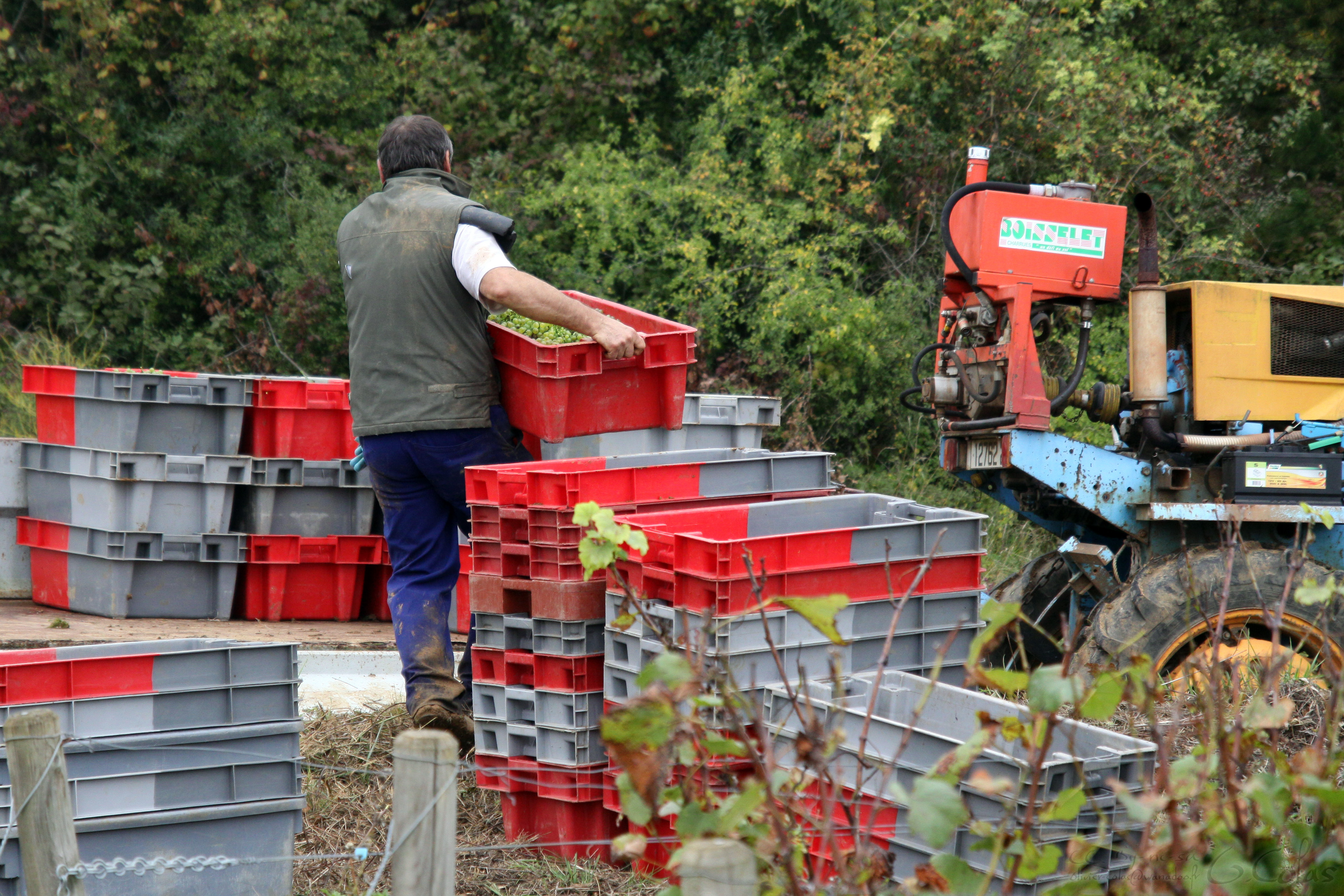
Vendange en caisses, Pernand-Vergelesses, Bourgogne
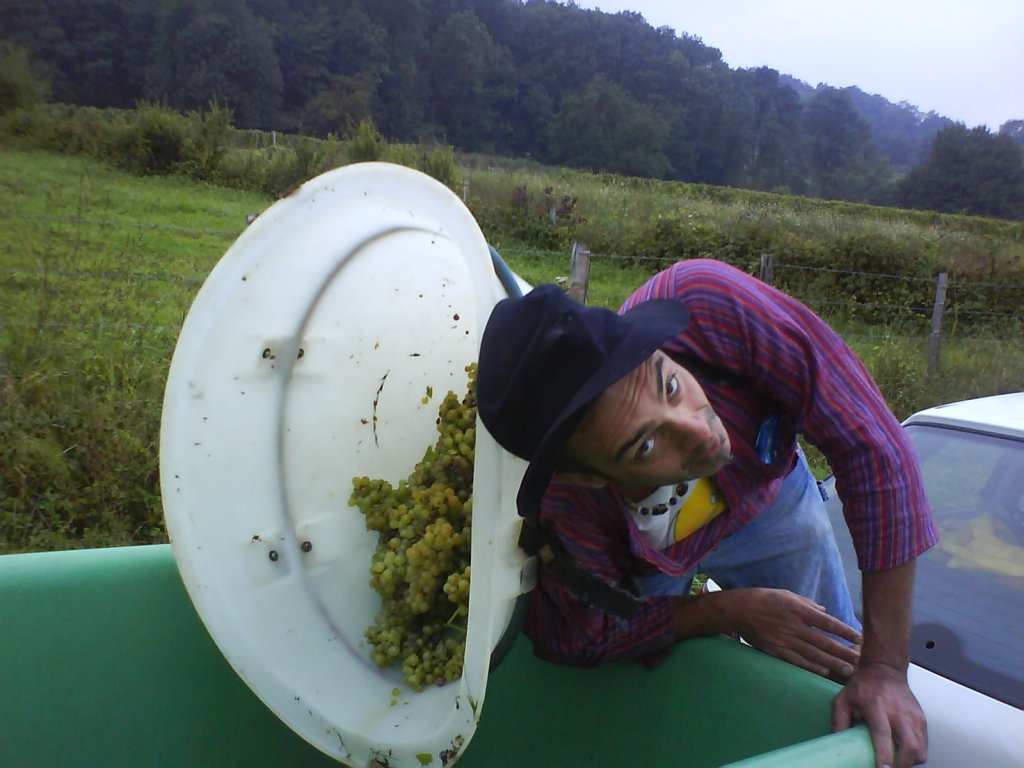
Vidage de la bouille

### Vendange mécanique
Plus économique, elle se fait à l'aide de machines et s'utilise pour les vins de qualité courante, dans la mesure où la récolte n'est pas sélective et mélange des grappes plus ou moins mûres, voire abîmées, avec d'évidentes conséquences sur la qualité du produit final.

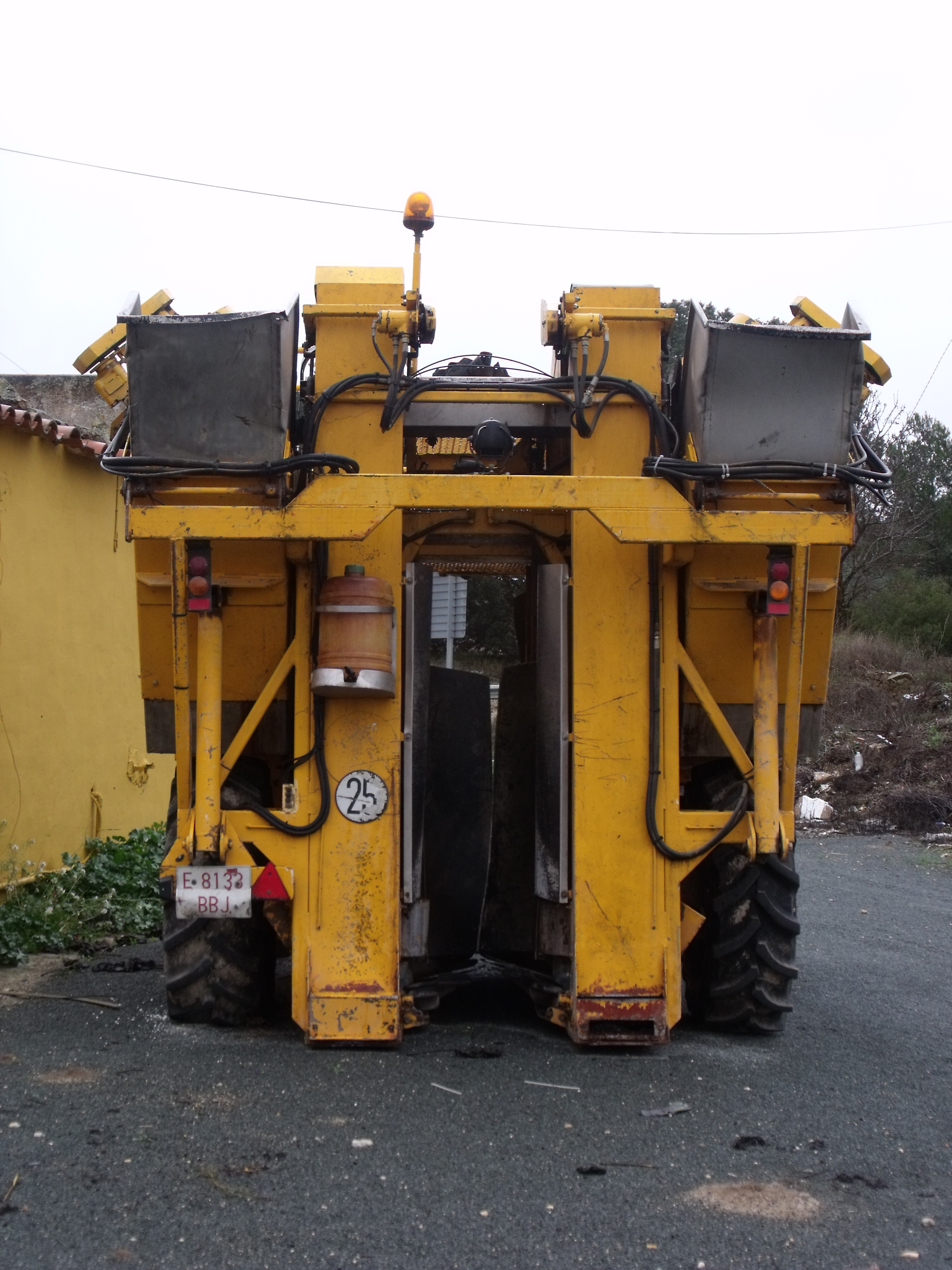
Machine à vendanger.
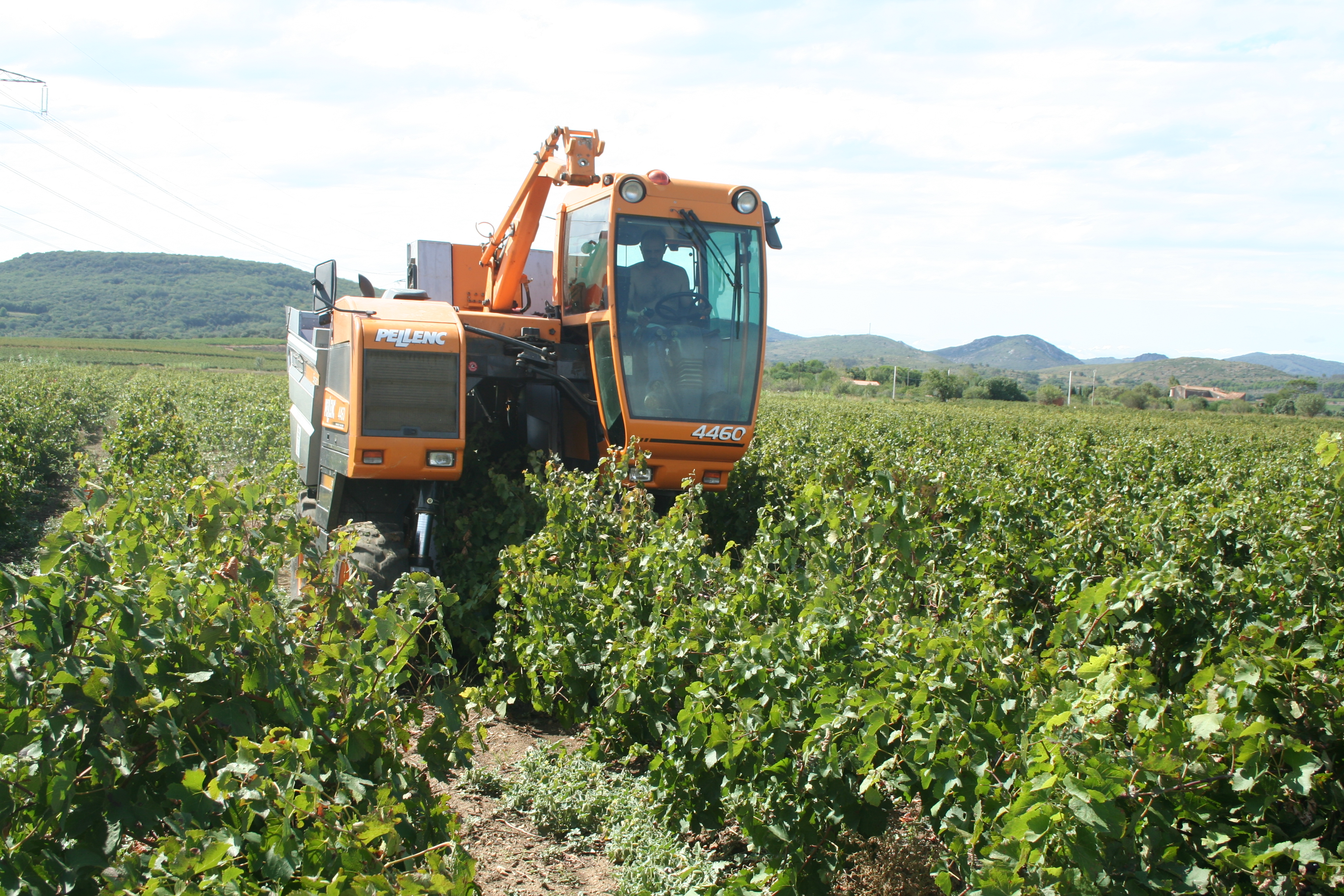
Machine à vendanger en action dans l'Hérault.
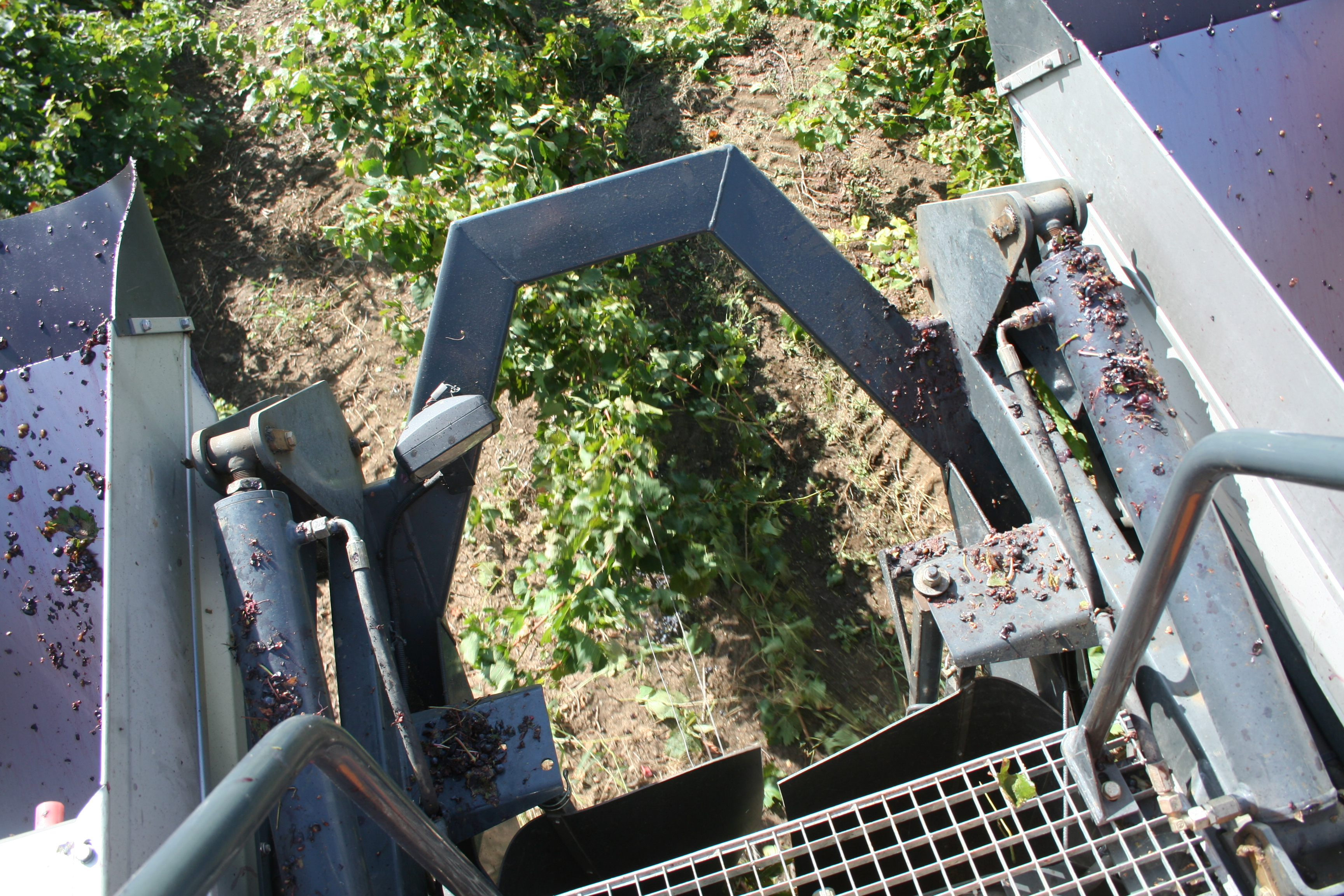
Machine à vendanger.
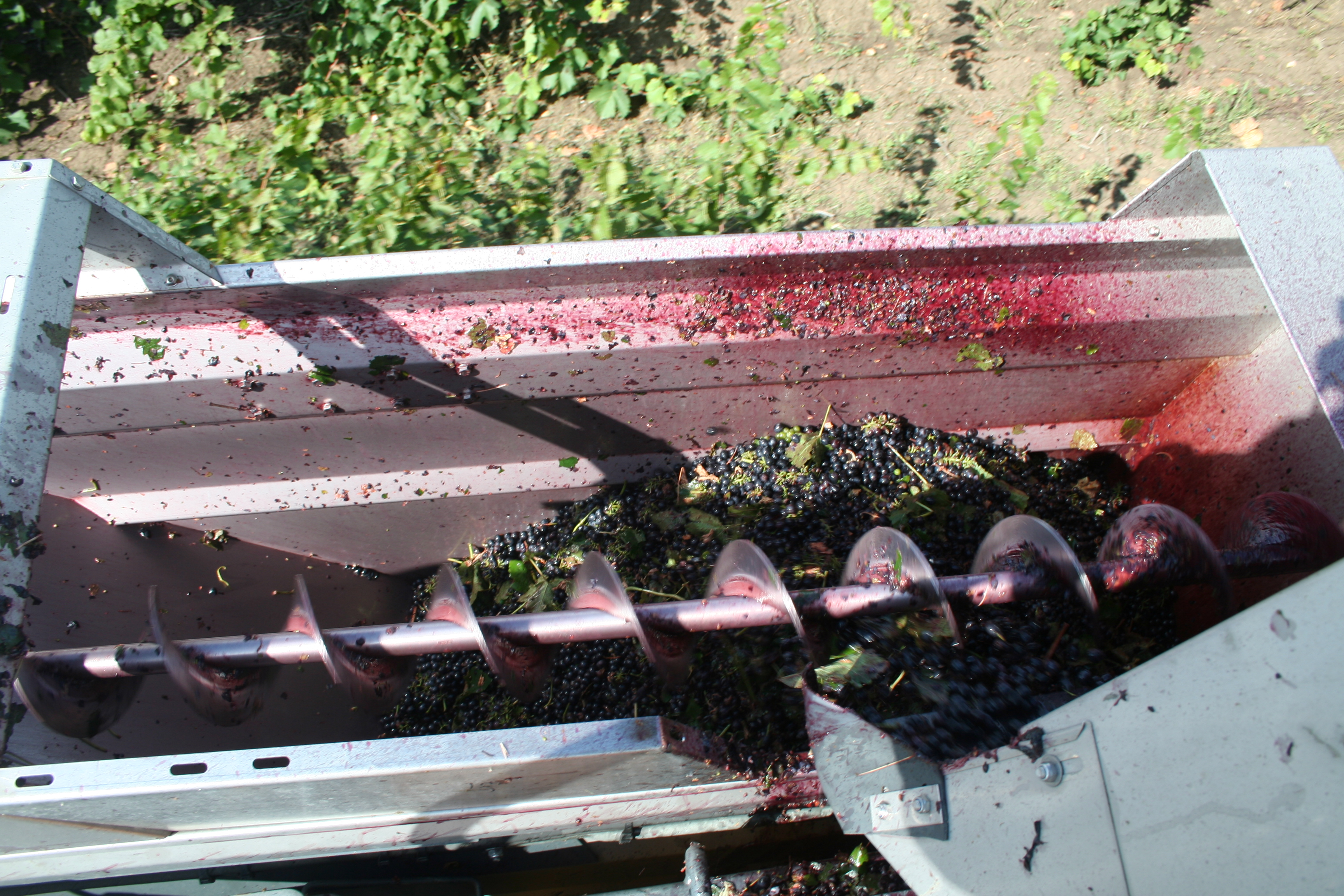
Les grains de raisin sont stockés.
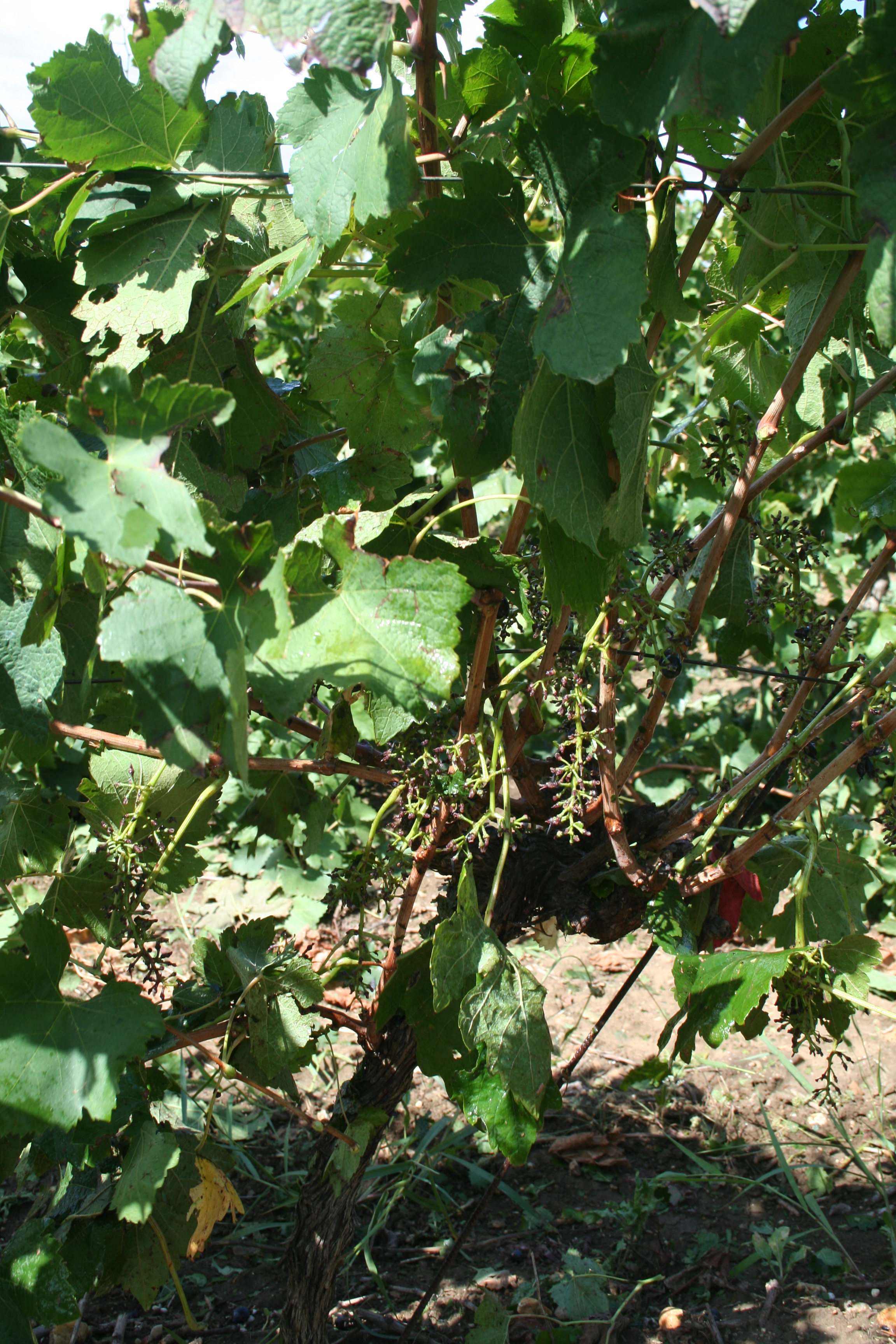
Souche après le passage de la machine.
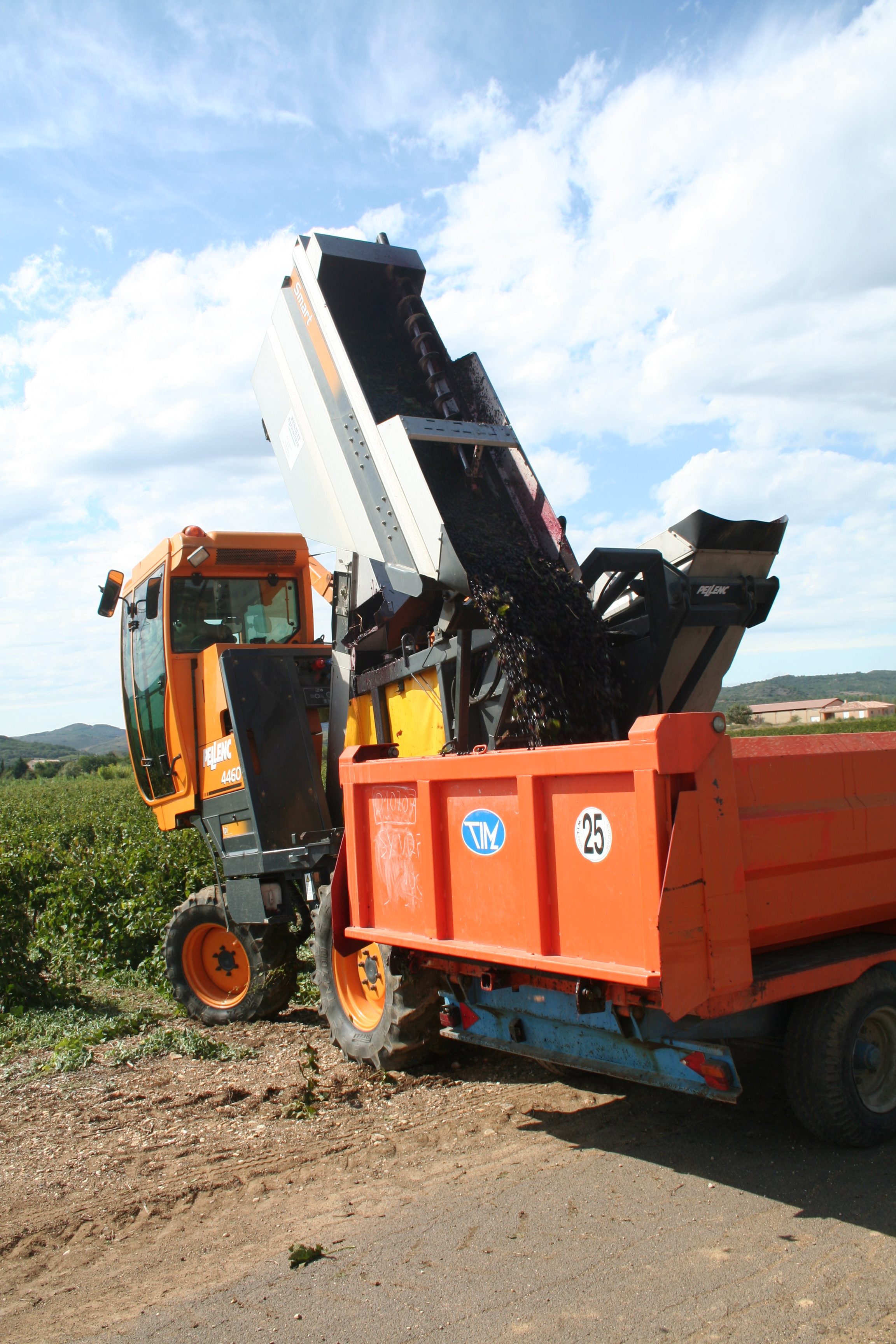
Transfert des grains de raisin dans la benne.
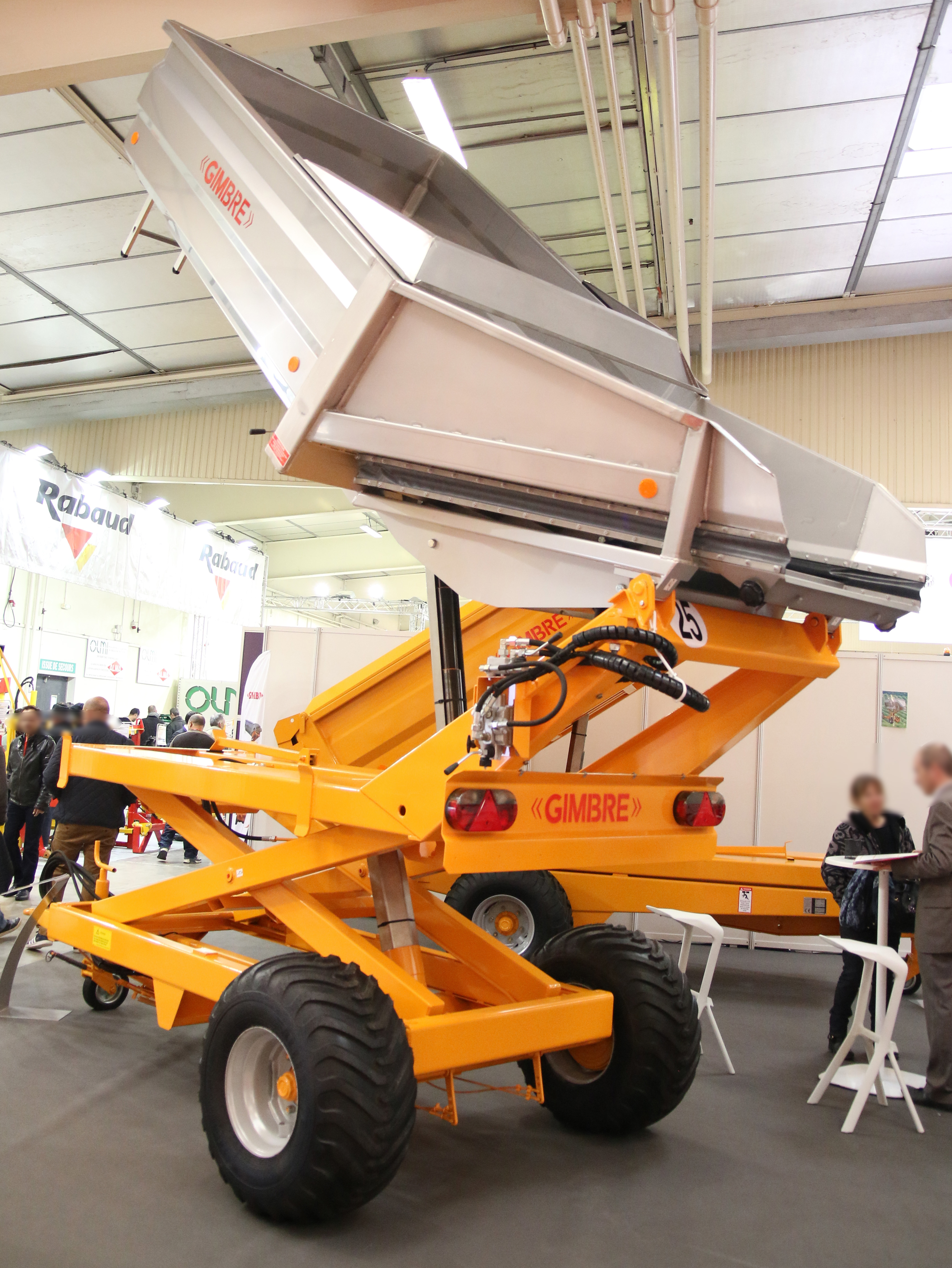
Benne vibrante articulée sur vérin hydraulique.
- Conquet vibrant pour transport et déversement de la vendange

## Conditions de vendange optimales

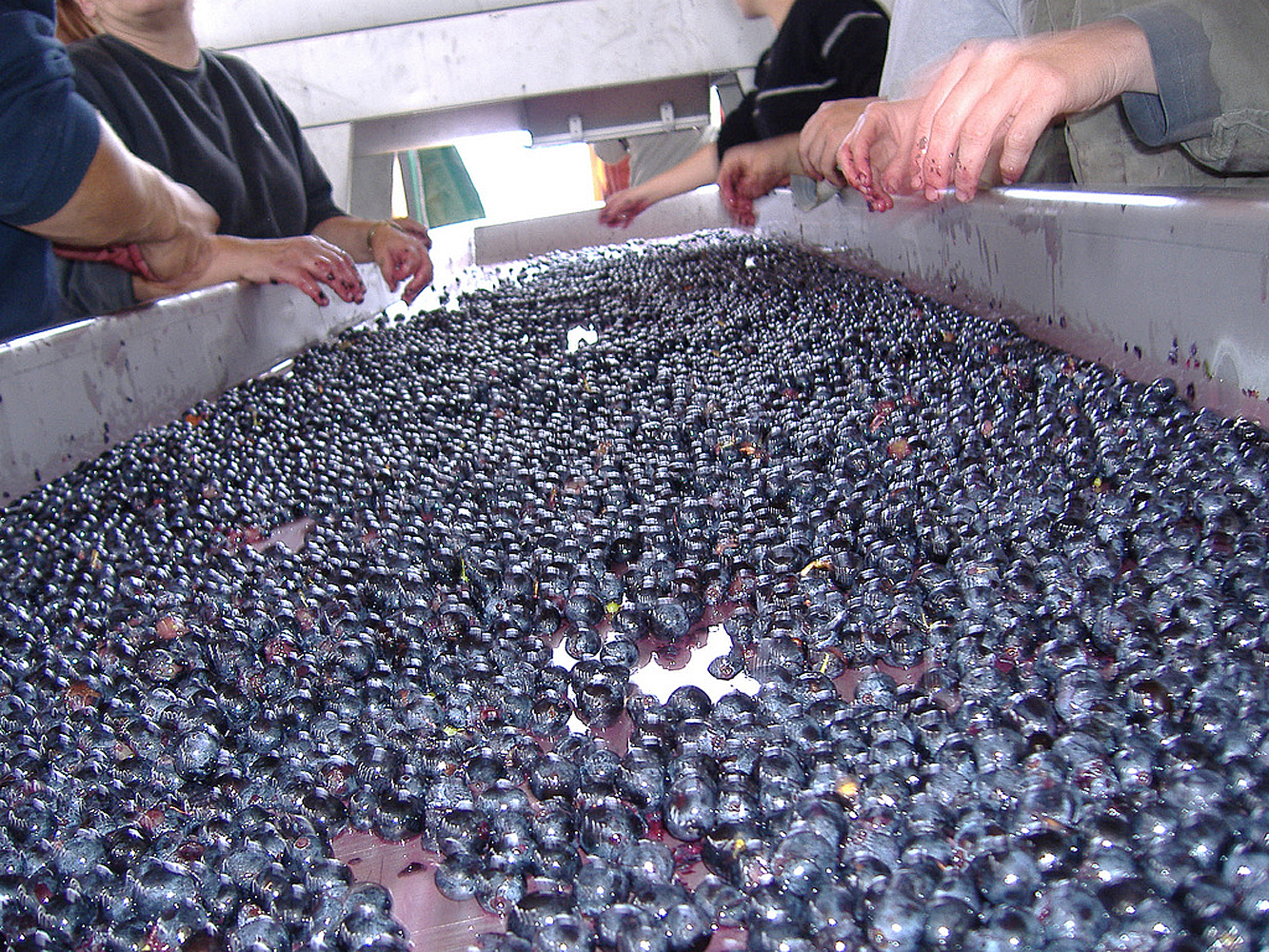
Table de triage de la vendange

Les techniques en viticulture et œnologie ont beaucoup évolué depuis 50 ans (vendange en vert, table de triage, cuve en inox, pressoir électrique puis pneumatique, etc.). Grâce à elles, la qualité des raisins encuvés s'en retrouve améliorée. D'autres paramètres sont à contrôler pour obtenir des raisins dans les meilleures conditions :
- Lorsque la vendange est humide (par la pluie, la rosée ou la brume), l'eau supplémentaire pourrait en effet influencer négativement la qualité du moût en diluant celui-ci ;
- Les heures les plus chaudes de la journée sont une condition défavorable aux vendanges. Une température élevée des raisins peut favoriser le départ d'une fermentation non désirée une fois le raisin en cuve voire dans les contenants.
- Les grappes doivent être versées dans des contenants de taille limitée pour éviter qu'elles soient écrasées et libèrent leur jus, ce dernier s'oxyderait et serait en contact avec la terre, le contenant, et autres éléments indésirables. Sur les vendanges de raisins rouges, cela peut provoquer une extraction exagérée de la couleur par libération des anthocyanes contenues dans les pellicules, et être problématique pour l'élaboration des vins rosés ou des champagnes, les jus s'écoulant des baies sont alors "tachés". Dans le cas de vendanges manuelles, on préférera donc des caisses à vendanges, de préférences percées pour permettre l'écoulement des jus, plutôt que des conquets ou des bennes où le volume plus important de vendange la fait s'écraser sous son propre poids.
- le raisin doit être transporté le plus vite possible à la cave de vinification, pour éviter des fermentations ou macérations non contrôlées, l'oxydation du jus, et l'action de la tyrosinase et de la laccase, d'autant plus présents lorsque la vendange est botrytisée.